# Solanum abollatum
Solanum abollatum är en potatisväxtart som beskrevs av Harold St.John. Solanum abollatum ingår i släktet skattor som ingår i familjen potatisväxter. Inga underarter finns listade i Catalogue of Life.